# Puszcza Sandomierska

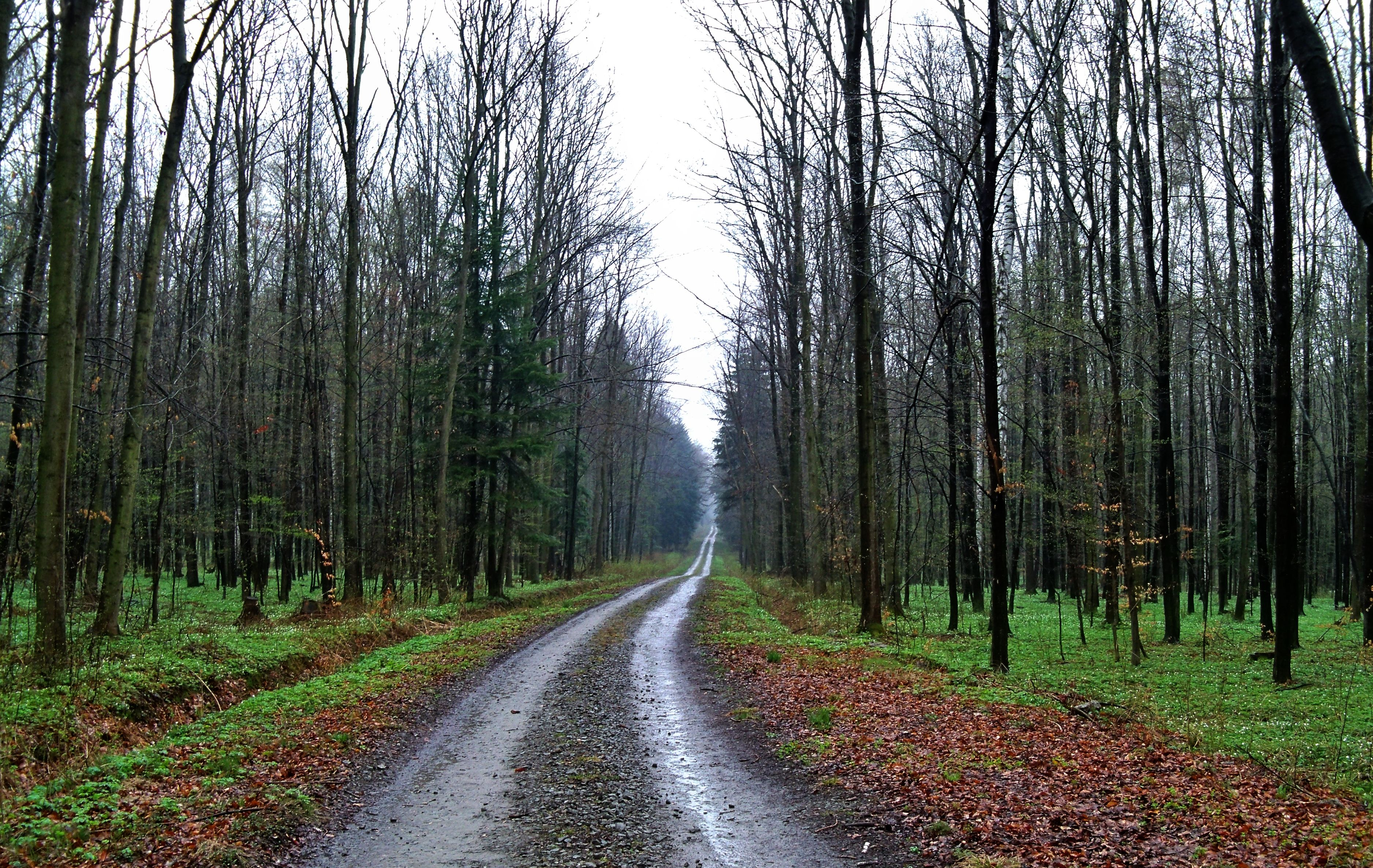
Droga prowadząca przez buczynę w leśnictwie Wydrze

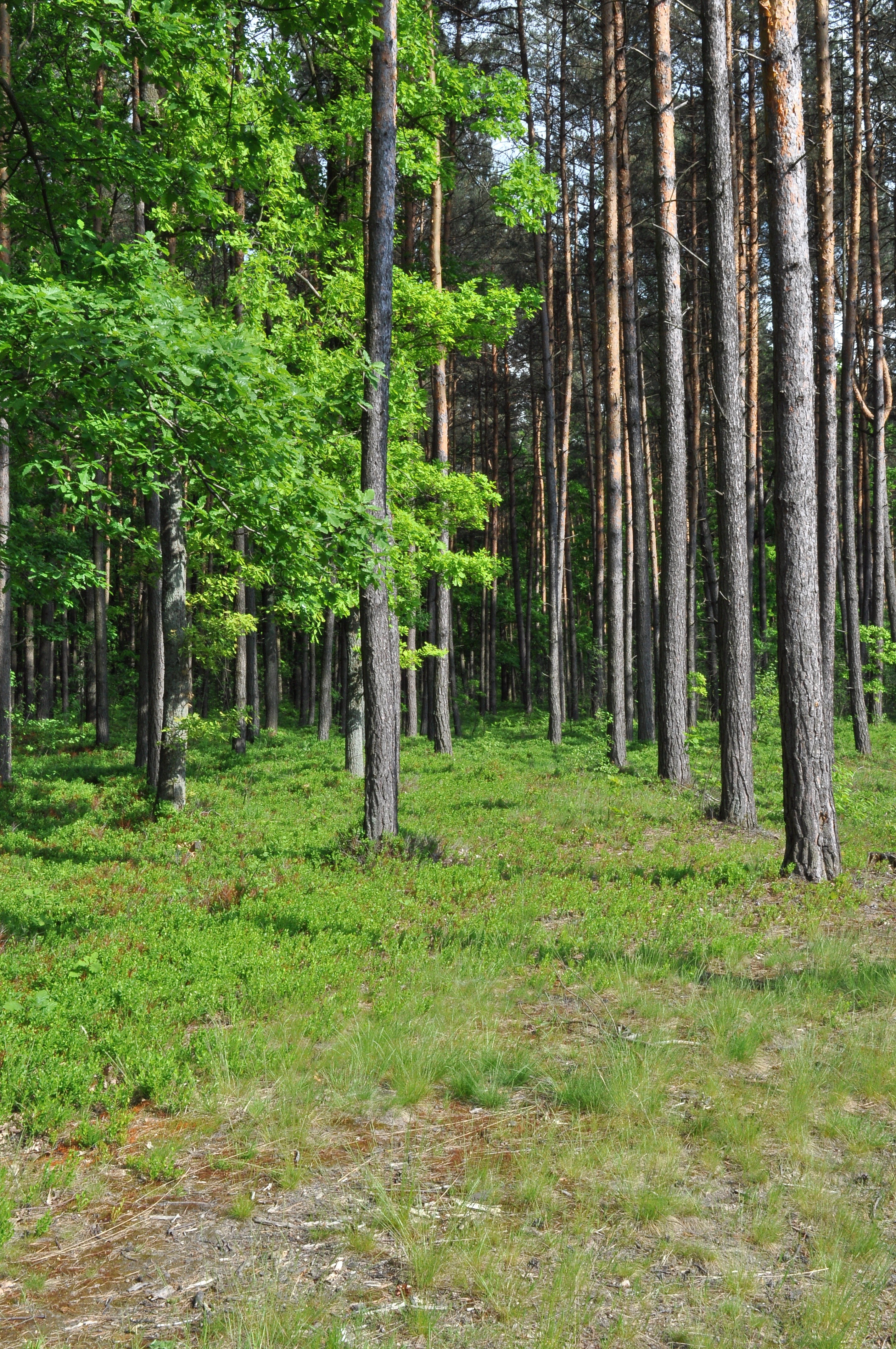
Bór sosnowy w okolicach Mielca

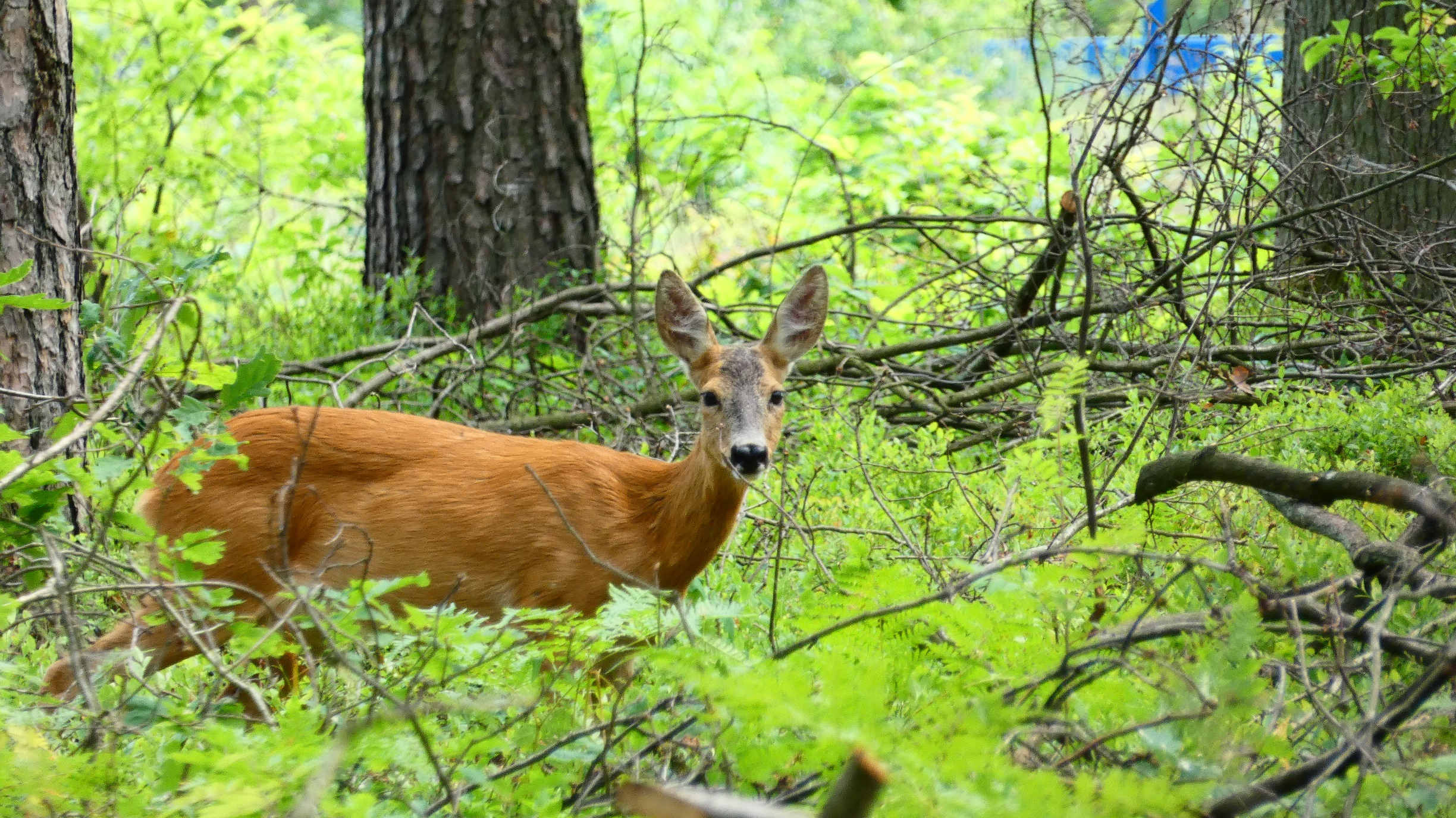
Sarna, Nowa Dęba

Puszcza Sandomierska – zwarty kompleks leśny ciągnący się południkowo na terenie Kotliny Sandomierskiej. W okresie średniowiecza była to naturalna granica pomiędzy Polską a księstwami ruskimi. Puszcza Sandomierska jest ważnym ekosystemem Polski południowo-wschodniej. Obecnie znaczna część znajduje się w granicach obszaru Natura 2000 Puszcza Sandomierska PLB180005.

## Geografia
Duży kompleks leśny rozciągający się od Tarnobrzega na północy po Rzeszów na południu. Przeważają gleby bielicowe. Przez puszczę przepływa rzeka Łęg, mająca także źródła na terenie puszczy. Rzeka ta jest prawobrzeżnym dopływem Wisły. W rejonie Budy Stalowskiej znajduje się duży kompleks znaturalizowanych stawów rybnych. Teren puszczy jest stosunkowo dobrze nawadniany, o czym świadczy duży udział olchy w drzewostanie – drzewa preferującego podmokłe tereny. Historyczne, zauważalne jeszcze, krańce Puszczy Sandomierskiej znajdują się zarówno pod Lwowem, jak i pod Krakowem, co wskazuje, że była to jedna z naszych największych puszcz. Do tej pory jest to jeden z większych zwartych (i niezbadanych) polskich kompleksów leśnych; z tego powodu brany jest pod uwagę jako potencjalny teren reintrodukcji wymarłych bądź ustępujących gatunków zwierząt, preferujących duże powierzchnie leśne, leśno-polne i łąkowe.

## Flora
Źródło:.

### Drzewa
Podstawowym gatunkiem jest sosna zwyczajna i dąb szypułkowy. Domieszkę stanowią: olcha czarna, brzoza, świerk, klon, jesion i jarzębina.

### Krzewy
czeremcha, leszczyna, jałowiec, trzmielina europejska i trzmielina brodawkowata. Z chronionych – wawrzynek wilczełyko i wawrzynek główkowaty, jedna z najrzadszych roślin w Polsce.

### Runo
- borówki: brusznica, czernica, bagienna, żurawina błotna;
- widłaki: widłak spłaszczony, widłak goździsty;
- fiołki: fiołek Rivina, fiołek błotny, fiołek bagienny, fiołek leśny, fiołek psi, kopytnik pospolity;
- rosiczki: rosiczka okrągłolistna, rosiczka wąskolistna.

## Fauna
- ssaki: na terenie puszczy występują sarny, jelenie, daniele, dziki, zające, jeże, krety, a z drapieżników: lisy, kuny i borsuki,okresowo wilki, łosie;
- ptaki: dudek, bażanty, zięby, drozdy, kosy i inne gatunki leśnych ptaków; z większych rzadkości ornitologicznych spotykane są: orlik krzykliwy, bocian czarny, bielik oraz kraska – ptak skrajnie zagrożony wyginięciem; teren stawów zamieszkują: błotniaki stawowe, bąki, kaczki krzyżówki, głowienki, łyski, perkozy dwuczube, czajki, sieweczki rzeczne, łabędzie nieme, gąsiorki i pliszki siwe;
- gady; zaskroniec zwyczajny, żmija zygzakowata, jaszczurka zwinka, padalec zwyczajny, jaszczurka żyworódka;
- płazy: rzekotka, kumak nizinny, grzebiuszka ziemna, traszka zwyczajna, żaba trawna, ropucha szara, ropucha zielona, ropucha paskówka;
- owady: modliszka, paź królowej, pasyn lucylla, skalnik statilinus, niepylak mnemozyna, osadnik wielkooki, czerwończyk fioletek, trajkotka czerwona, nadobnik włoski.
- pajęczaki: strojniś nadobny, poskocz krasny, tygrzyk paskowany